# Tomàs Bertran i Soler
Tomàs Bertran i Soler (Barcelona, 1791- França, 23 d'abril de 1863) fou un polític i escriptor català. Afiliat a la francmaçoneria, fins al 1835 havia estat un dels caps del Partit Liberal amb Pascual Madoz i Ramon Xaudaró i Fàbregas. Soci fundador de la Societat Literària d'Amics de l'Home, el 1839 fou deportat a les Illes Canàries. Actuà després com a agent de la Societat Bíblica protestant, religió a què es convertí després d'un viatge a Londres.
Fins al 1845 havia defensat el republicanisme, influït per Montesquieu i Jean-Jacques Rousseau. Des d'aleshores, però, es tornà monàrquic, i durant la guerra dels Matiners (1846-1847) intentarà unir progressistes i carlins al voltant d'un projecte d'estat que significava un règim d'autogovern per a Catalunya a través d'una Diputació General de Catalunya que ell va proclamar el 24 de novembre de 1848. Demanà ajut al britànic lord Palmerston i intentà entrevistar-se amb el pretendent carlí, però que abandonà el 4 d'abril de 1849 quan fou detingut per les autoritats isabelines.
Segons publica el Diario de Barcelona del 4 de gener de 1870 el Tomàs Bertran mor a França el 23 d'abril de 1863 sense fer testament. La seva dona era Eulàlia Font i morí a Barcelona el 23 de juliol de 1851.

## Obres
- Fr. Fulgencio o sea la vida de un seductor (1840)
- Un milagro y una mentira: vindicación de los mallorquines cristianos de estirpe hebrea (1858)
- Descripción geográfica, histórica, política y pintoresca de España y sus establecimientos de Ultramar (1845)
- Itinerario descriptivo de Cataluña (1847)
- Proclama de la Diputación General de Catalunya (1848)